# The Bronc Stomper
 (avril 2011).
Si vous disposez d'ouvrages ou d'articles de référence ou si vous connaissez des sites web de qualité traitant du thème abordé ici, merci de compléter l'article en donnant les références utiles à sa vérifiabilité et en les liant à la section « Notes et références ».
Pour plus de détails, voir Fiche technique et Distribution.
The Bronc Stomper est un western muet réalisé le 26 février 1928 aux États-Unis par Leo D. Maloney.

## Distribution
- Don Coleman : Richard Thurston
- Ben Corbett : Yea Bo Smith
- Tom London : Alan Riggs
- Florence Lee : Mrs. Hollister
- Frederick Dana : Mr. Thompson
- Ray Walters : Député Marshall
- Eugenia Gilbert : Daisy Hollister
- Bob Burns : Gérant du rodéo
- Witehore: Serveur